# Ligue belge francophone d'Athlétisme
Ligue belge francophone d'athlétisme (LBFA) is de Franstalige atletiekliga in België.
In deze organisatie zitten 40 atletiekclubs uit Wallonië en 8 uit het Brussels Hoofdstedelijk Gewest. 
Samen met de Atletiek Vlaanderen vormt de Franstalige LBFA , Belgian Athletics.

## Geschiedenis
In 1889 werd de eerste atletiekbond opgericht in België: de Fédération Belge des Sociétés de Course à Pied. Wegens interne twisten ging de bond na een paar jaar ten onder. Vervolgens werd in 1895 de Union Belge des Sports Athlétiques opgericht, die zich naast atletiek ook met voetbal en wielrennen bezighield. In 1912 gingen deze sporten zelfstandig en ontstond de Belgische Atletiekliga.
Als gevolg van de toenemende federalisering werd er in 1978 een Vlaamse en een Franstalige federatie opgericht: de Vlaamse Atletiekliga en de Ligue Belge Francophone d'Athlétisme. Beide federaties hebben zes vertegenwoordigers in het uitvoerend comité van Belgian Athletics.